# 小行星940
小行星940（940 Kordula）是一颗围绕太阳公转的小行星。
該小行星以發現者卡爾·威廉·萊茵姆特在曆書《Der Lahrer hinkende Bote》中選擇的女性人名科杜拉（Kordula）命名。

## 参数
这颗小行星的绝对星等为9.55个天文单位，自转周期为15.57小时。